# Turons Chyulu
Els Turons Chyulu, en anglès: Chyulu Hills és una serralada de muntanyes de la Kenya oriental. Forma un camp volcànic de 100 km de llargada en la direcció NW-SE. El seu pic més alt fa 2.188 metres d'alt.

## Geografia
Els Turons Chyulu es troben a uns 150 km a l'est de Kenya Rift. El vulcanisme d'aquesta zona s'inicià fa uns 1,4 milions d'anys a la zona nord i es va estendre cap al sud-est. Aquests volcans encara són actius i la darrera erupció va tenir lloc a (Shaitani i Chainu) el 1856. En aquest turons La Cova Leviathan, Leviathan cave, és un dels tubs de lava més llargs del món.
La població de Kibwezi es troba a 30 km al nord-est de les Chyulu Hills.
El Turons Chyulu no disposen de rius permanents però la pluja del turons alimenta els rius Tsavo i Galana i les Fonts Mzima de les planes que l'envolten.
Aquesta zona està habitada per les ètnies Maasai i Kamba.

## Ecologia
Les parts més baixes estan compostes d'herbassars i thicket, mentre que cap als 1800 metres hi domina el bosc montà. Al bosc hi ha les espècies Neoboutonia macrocalyx, Tabernaemontana stapfiana, Prunus africana, Strombosia scheffleri, Cassipourea malonsana, Olea capensis i Ilex mitis. Algunes parts aïllades estan dominades per Erythrina abyssinica. Les parts més baixes del bosc hi domina el ginebre Juniperus procera o bé Commiphora baluensi.
Entre els mamífers s'inclouen el rinoceront negre (subespècie Diceros bicornis michaeli), el búfal africà, lleons, etc.
Entre els ocells hi ha races endèmiques de Francolinus shelleyi, Pogonocichla stellata, Zoothera gurneyi, Bradypterus cinnamomeus, Hieraaetus ayresii, Stephanoaetus coronatus, Polemaetus bellicosus i Cinnyricinclus femoralis.

## Parc Nacional dels Turons Chyulu
El Parc Nacional dels Turosns Chyulu, en anglès: Chyulu Hills National Park compren la part est dels turons i el gestiona el Kenya Wildlife Service. Aquest parc fou creat l'any 1983. Forma la continuació al nord-oest del Tsavo West National Park. El flanc occidental dels turons està cobert pel West Chyulu Game Conservation propietat dels Maasai.
Les amenaces potencials per aquest ecosistema inclouen la caça furtiva, la sobrepastura i l'escassedat d'aigua.